# Karl Emanuel Jansson

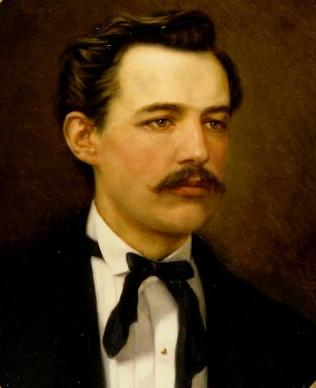
Karl Emanuel Jansson, posthumes Porträt von Fredrik Ahlstedt, 1879

Karl Emanuel Jansson (* 7. Juli 1846 in Finström, Åland, Großfürstentum Finnland; † 1. Juni 1874 in Jomala, Åland, Großfürstentum Finnland) war ein finnlandschwedischer Genremaler der Düsseldorfer Schule.

## Leben

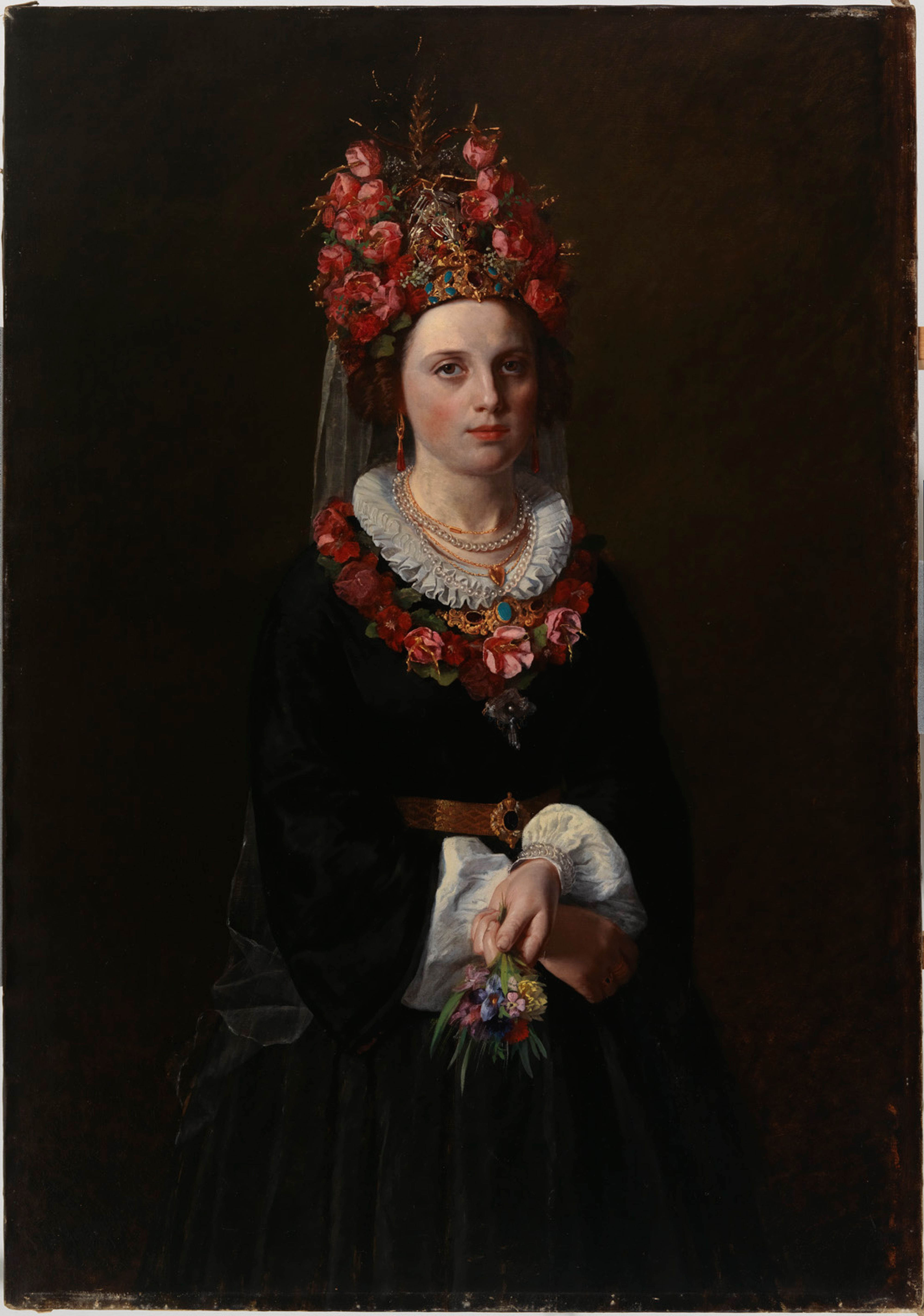
Åland bondbrud (Bauernbraut aus Åland), 1869

Jansson, zweitältestes von sieben Kindern des Bauern Jan Jansson, erhielt ersten Zeichenunterricht durch den Kirchenmaler G. Kjellgren, als dessen Gehilfe er nach der Grundschule arbeitete. Der Pfarrer von Finström, Frans Petter von Knorring (1792–1875), sandte Proben seines zeichnerischen Könnens Ende 1859 beim Finnischen Kunstverein ein, der Janssons Arbeiten postwendend lobte und einen Zuschuss gab, damit sich Jansson an der Kunstschule des Kunstvereins in Turku unter Leitung von Robert Wilhelm Ekman weiter ausbilden konnte. Nachdem er in zwei Jahren dort große Fortschritte gemacht hatte, zog Jansson im Herbst 1862 nach Stockholm, wo er sich an der Königlichen Kunstakademie als Student einschrieb. Während er für Bilder, die er nach Hause schickte, harsche Kritiken erntete, wurde seine erste bedeutende Arbeit, das Gemälde Der verlorene Sohn, in Stockholm mit einem Preis ausgezeichnet. 1867 beendete er das Studium mit Belobigung. Danach gelang es ihm, sich ein staatliches Stipendium für eine Reise nach Düsseldorf zu sichern. Im Herbst 1868 reiste er dorthin. In den Jahren 1868 bis 1870 nahm er in Düsseldorf Privatunterricht bei dem Historienmaler Gustav Stever und bei dem Genremaler Benjamin Vautier. Dort schuf er im Alter von 23 Jahren sein bekanntestes Werk, das Gemälde Åland bondbrud (Bauernbraut aus Åland). Im Sommer 1870 kehrt er nach Åland zurück und blieb ein Jahr, ehe er wieder nach Düsseldorf ging, wo er an Tuberkulose erkrankte. Die Krankheit veranlasste ihn im März 1872, nach Rom und wenig später zur Kur nach Davos und Meran zu reisen. Als sich auch dort sein Gesundheitszustand kaum besserte, kehrte er im Spätsommer 1873 über Düsseldorf nach Åland zurück, wo er 1874 in Jomala starb. Kurz vor seinem Tode erfuhr er noch, dass er für die Gemälde Klöveress und Talmannen, mit denen er die Weltausstellung 1873 in Wien beschickt hatte, mit einem Preis ausgezeichnet worden war. Auch hatte ihn die Kaiserliche Kunstakademie St. Petersburg noch zu ihrem Mitglied ernannt.

## Werke (Auswahl)
- Der verlorene Sohn

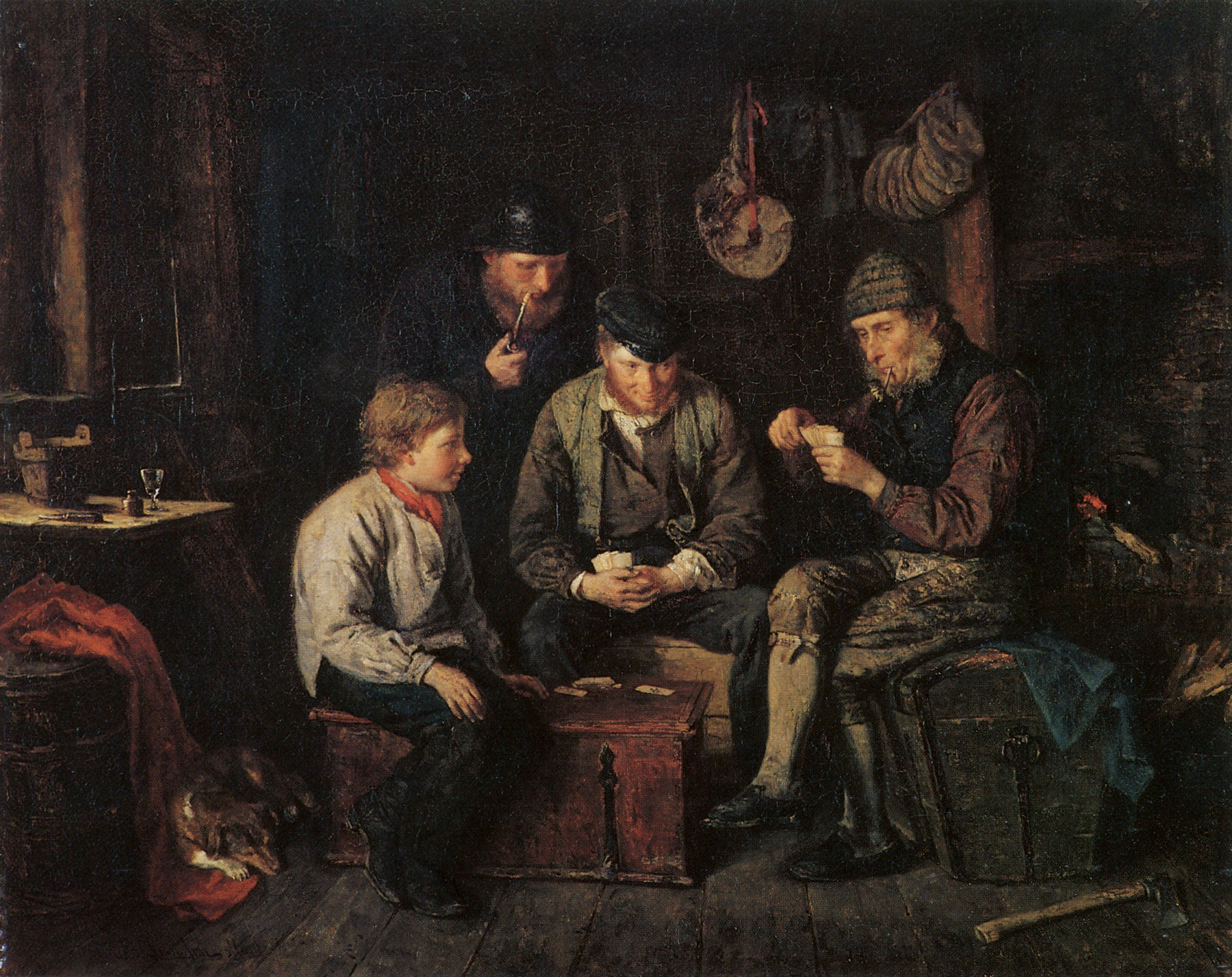
Ahvenanmaalaisia Merimiehiä Pelaamassa korttia Kajuutassa (Kartenspielende Seeleute), 1871

- Åland bondbrud (Bauernbraut aus Åland)
- Pojan Hiuksia Leikataan, 1867
- Ahvenanmaalaisia Merimiehiä Pelaamassa korttia Kajuutassa (Kartenspielende Seeleute), 1871
- En slant i håven
- Klöveress
- Talmannen
- Vanha lukkari (Der alte Küster), 1874